# Philip Mechanicus (journalist)
Philip Mechanicus (Amsterdam, 17 april 1889 – Auschwitz, 15 oktober 1944) was een Nederlandse journalist van het Algemeen Handelsblad. Hij reisde als correspondent onder meer naar de Sovjet-Unie en Palestina. Hij was een oom van de naar hem vernoemde fotograaf Philip Mechanicus.

## Levensloop

### Journalistieke carrière
Philip Mechanicus was een zoon van Elias Mechanicus en Sarah Gobes. Hij groeide op in een gezin met acht kinderen. Na de lagere school ging Mechanicus werken bij de administratie van het sociaaldemocratische dagblad Het Volk, waar hij zich opwerkte tot journalist. Later werkte hij in Nederlands-Indië bij de Sumatra Post en De Locomotief. Vanaf 1920 werkte hij bij de buitenlandredactie van het Algemeen Handelsblad. Tijdens de bezetting werd het hem, net als andere journalisten van Joodse afkomst, verboden als journalist te werken.

### Tweede Wereldoorlog

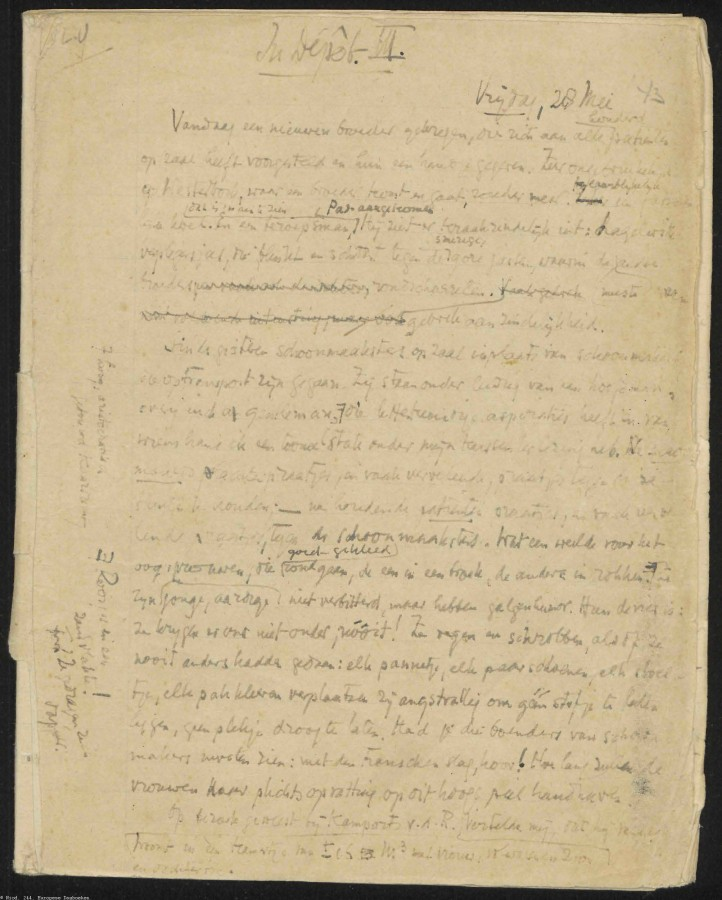
Handschrift van In Dépôt (1943)

Op 24 september 1942 werd hij gearresteerd in Amsterdam en naar Kamp Amersfoort gebracht.
Op 7 november 1942 werd Mechanicus overgeplaatst naar Kamp Westerbork. In Westerbork hield hij, van 28 mei 1943 tot en met 28 februari 1944, een dagboek bij; mede door zijn journalistieke capaciteiten wist Mechanicus een nauwgezet verslag van het kampleven te maken. Zijn dagboek werd in 1964 uitgegeven onder de titel In Dépôt. Dagboek uit Westerbork en is een belangrijke bron van onze kennis over het doorgangskamp.
Op 15 maart 1944 werd Mechanicus op transport gesteld naar Bergen-Belsen en zeven maanden later, op 9 oktober 1944, op een straftransport van 120 man naar Auschwitz-Birkenau, waar hij op 15 oktober 1944 werd doodgeschoten. De journalist Koert Broersma publiceerde in 1993 een portret van Philip Mechanicus, onder de titel Buigen onder de storm. In april 2019 verscheen een geheel herziene en aangevulde editie van dit boek.